# Гана Найденова
Гана На̀йденова Стоилова е българска учителка и участничка в националноосвободителното движение.

## Биография
Родена е в Сопот през 1851 г. Послушничка е в Сопотския девически метох, след това служи при взаимната учителка в Сопот. Работи като начална учителка в Клисура. Участва в националноосвободителното движение като шие въстанически униформи и подпомага с пари местния революционен комитет. Заедно с главната учителка Зюмбюля Попстефанова извезва въстаническо знаме. По време на Априлското въстание взима участие в боевете при Зли дол. След като въстанието е потушено се укрива в горите между Копривщица и Клисура. Заловена и подложена на тежки изтезания. След Освобождението учителства. Почива около 1916 г.